# Wales Coast Path

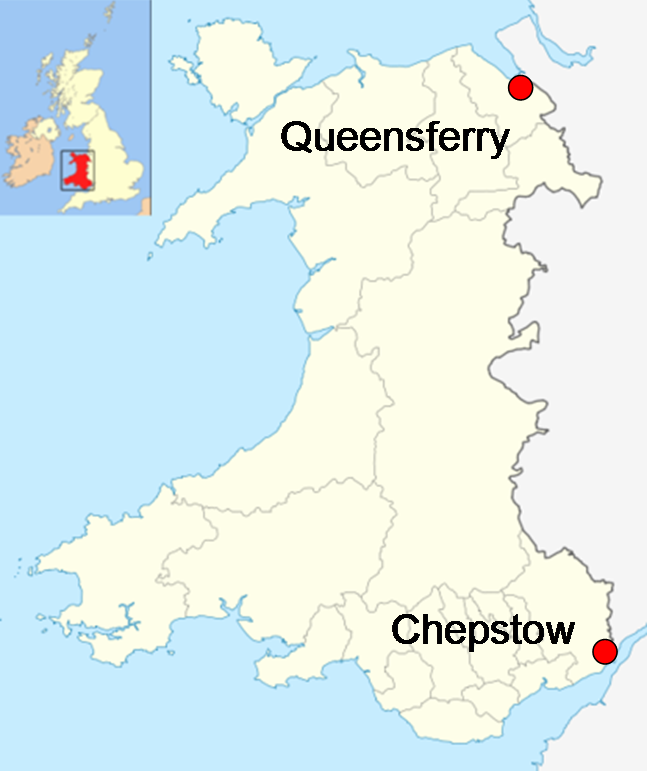
Poloha měst Chepstow a Queensferry

Wales Coast Path, velšsky Llwybr Arfordir Cymru, česky neoficiálně jako Velšská pobřežní stezka, je dálková turistická stezka, která prochází přes celé pobřeží Walesu. Otevřena byla 5. května roku 2012 a je dlouhá 1400 kilometrů; její počáteční bod se nachází ve městě Chepstow na jihu Walesu a poslední pak v obci Queensferry na severu.
Wales je první zemí na světě, která poskytuje specializovanou stezku podél svého celého pobřeží. Cesta vede přes jedenáct národních přírodních rezervací a jiných přírodních rezervací, včetně těch, které jsou spravovány organizacemi The Wildlife Trusts a Royal Society for the Protection of Birds.
V knize Lonely Planet byla stezka zařazena mezi deset nejlepších cestovních regionů pro rok 2012.